# 林美沙希
林 美沙希（はやし みさき、1990年5月2日 - ）は、テレビ朝日のアナウンサー、日本の女流プロ雀士。

## 経歴
愛知県名古屋市出身。
愛知淑徳中学校・高等学校を経て、明治大学情報コミュニケーション学部へ進学。友野ゼミで行動経済学を学び、卒業。
大学時代はサッカーサークルに所属、マネージャーをしていた。ファッション雑誌『TiaraGirl』の読者モデルとしても活躍。

### 職務経歴
2013年4月1日にテレビ朝日に入社。人事部での研修を経てアナウンス部へ配属。7月に『速報!甲子園への道』のマルチリポーターを担当。8月には「第95回全国高等学校野球選手権大会」中継のリポーターを担当。
2013年10月から2014年3月まで『アレはスゴイはず!?』『やべっちFC〜日本サッカー応援宣言〜』などに出演し『はい!テレビ朝日です』では司会を担当。
2014年3月31日から2016年3月31日まで『報道ステーション』のお天気キャスターを担当。
2016年4月4日から2018年9月19日まで『あいつ今何してる?』の進行役を担当。
2018年10月1日から2021年10月1日まで『スーパーJチャンネル』平日版のメインキャスターを担当。
2021年10月2日から2022年3月19日まで『電脳ワールドワイ動ショー』の進行役を担当。
2021年10月4日から2022年4月1日まで『ANNニュース』の平日13:49〜を担当。
2021年10月4日から『大下容子ワイド!スクランブル第1部』の『最新ニュース』10:30 〜と『ANNニュース』11:45〜を担当※ 2024年1月から、担当曜日が月 - 水曜日に縮小。
2024年10月24日にX（旧Twitter）のアカウントを開設。

## 人物
- テレビ朝日の女性アナウンサー人気ランキングで1位[16][17]。
- 麻雀が好き[18] で「麻雀番組で実況をする!」ことが夢であり[19]、日頃からプロ雀士の動画を良く観ていた[4]。プロを目指し勉強中であったが[20][21]、その後、試験に合格[22]、日本プロ麻雀連盟に入会。2023年9月、プロ雀士としてデビューした[23]。また麻雀番組で実況するという長年の夢もついに叶った[24]。
- 釣りを始め、その様子をYouTubeチャンネル「動画、はじめてみました」で公開している[25][26][27]。

- ゴルフ[28][29]、登山 [30][31][32]、ジム通い[33]、サウナ[34]、スキューバダイビング（PADIオープンウォーターライセンスを取得）[35][36][37]、スポーツ観戦、旅行[38]、カメラ[39]、料理[40][41][42]、タイ料理店めぐり[4]等も趣味である。

- 特技は、水泳、ユーフォニアム[4]で、子供の頃は、水泳、ピアノ、そろばん、書道等を習っていた。バスケットボール部では幽霊部員だったが、テレ朝女子アナフリースロー大会で優勝した[43]。

- 動物が好きで[4]、実家でトイプードルを2匹飼っていた[44][45]。弟が2人いて[46]、母親を尊敬している[4][47]。

- 出身地である愛知の名物・味噌煮込みうどんが好き[46][48]、名古屋グランパスエイトのファン[19][49]。
- TBS系列のキッズ・ウォーとガチンコ(特にガチンコファイトクラブ)が好き[7]。

- 花粉症に悩まされており、自身のInstagramで花粉症対策を明かしている[50][51]。舌下療法を試したがあまり改善していない[52]。2021年4月21日、新型コロナウイルス感染症の陽性判定を受け、番組出演を見合わせていたが[53][54]、 同年5月17日に番組復帰した[55]。同5月24日、自身のInstagramでコロナ後遺症による味覚障害が続いていたことを投稿した[56]。

- 同期入社には弘中綾香がいる。他局の内田嶺衣奈や鷲見玲奈と交流がある[57][58]。

- 絶対に大事な状況で雨が降ることが比較的ながらもあったことから雨女と自虐することもあった[59]。

## 出演

### テレビ
報道・情報番組
| 期間       | 期間      | 番組名                             | 役職                                                  | 備考 |
| ---------- | --------- | ---------------------------------- | ----------------------------------------------------- | --- |
| 2013年10月 | 2014年3月 | やべっちFC〜日本サッカー応援宣言〜 | 『こくっち』担当                                      | 竹内由恵がソチオリンピック（2014年2月）のために出張不在の際には代理MCを担当                             |
| 2014年4月  | 2016年3月 | 報道ステーション                   | お天気キャスター                                      | |
| 2016年4月  | 2017年3月 | スーパーJチャンネル                | 水曜日フィールドキャスター兼木・金曜日サブキャスター  | |
| 2017年4月  | 2018年9月 | スーパーJチャンネル                | 水 - 金曜日サブキャスター                             | |
| 2017年1月  | 2017年3月 | 報道ステーション SUNDAY            | フィールドレポーター                                  | |
| 2017年4月  | 2018年9月 | サンデーステーション               | フィールドレポーター                                  | |
| 2018年10月 | 2021年9月 | スーパーJチャンネル                | 平日メインキャスター                                  | 2020年4月9日から同年9月25日までの間は、新型コロナウイルス感染症対策に考慮し、木・金曜日の出演を見合わせ |
| 2021年10月 | 現在      | 大下容子ワイド!スクランブル        | ニュース担当キャスター兼『ANNニュース』担当キャスター | いずれも2024年1月から、担当曜日を月 - 水曜日に縮小                                                      |
| 2021年10月 | 2022年4月 | ANNニュース                        | 午後枠での担当キャスター                              | 平日のみ放送                                                                                            |

その他
- 速報!甲子園への道（朝日放送、2013年度）- マルチリポーター
- 第95回全国高等学校野球選手権大会中継（朝日放送、2013年8月）- 「燃えろ!ねったまアルプス」リポーター
- アレはスゴイはず!?（2013年10月3日 - 2014年3月）
- はい!テレビ朝日です（2013年10月 - 2014年3月） - 司会
- あいつ今何してる?（2016年4月4日 - 2018年9月19日） - 進行役
- 電脳ワールドワイ動ショー（2021年10月2日 - 2022年3月19日） - 進行役
- FIFAワールドカップ カタール アジア地区最終予選 2022（2021年9月2日、10月12日、2022年1月27日、2月1日、3月29日） - 進行役
- FIFAワールドカップ カタール 2022（2022年11月22日 - 12月19日）- 進行役
- 激レアさんを連れてきた。（2024年3月11日）MCの弘中綾香アナウンサーが2023年10月23日の放送をもって産休入りしたため、代役としてこの日に登場[60]。
- 激レアさんを連れてきた。（2024年4月29日）週替わりで代役MCが登場するなか、2度目のMCを務めた[61]。
- 集まれ!キャラクター麻雀（2024年4月5日 - 2025年3月28日） - 解説[62]
- ゼロからの麻雀／入門（CSテレ朝チャンネル2、2025年6月28日 - ） - 講師[63]

### インターネットテレビ
- FIFAワールドカップ64 アディショナルタイム（Ameba TV、2022年6月26日 - 月末1回、計6回） - 進行役[64]
- FIFAワールドカップ カタール 2022（Ameba TV、2022年11月22日 - 12月19日） - 進行役 ※30日のオーストラリア×デンマーク戦など数試合を担当[65]。
- THE VOICE（Ameba TV、2022年7月13日 - ） - 進行役[66]

### YouTube
- 動画、はじめてみました（テレビ朝日公式）
- どう変わる?2030年未来の消費  〜多様性とデータが作り出す”パラドクス”社会とは〜（2022年10月24日） - 進行役

## その他
- NIKKEI STYLE
- テレビ朝日ライブシンポジウムプロジェクト「バーチャル修学旅行」坂本龍馬が駆け抜けた青春（2021年3月21日13:00 - 14:30）- 案内人
- 国連SDGメディア・コンパクト キャンペーン （2022年9月19日 - ）[67]
- 警視庁 月島警察署 一日警察署長（2023年9月24日）[68][69]
- FRIDAY（講談社、2024年5月10、17日号）[70]
- 明治大学 体育会スケート部 創立部100周年記念式典（2025年5月25日）- 司会
- アース製薬100周年記念 WRC 世界麻雀 TOKYO 2025 レセプションパーティー（2025年7月1日）- 司会